# Rollennahtschweißgerät
Das Rollennahtschweißgerät ist ein halb- oder vollautomatisches Schweißgerät zum Schweißen von Blechen.
Es ist vor allem in der Großserienproduktion der Industrie im Einsatz, wo Schweißnähte verwendet werden. Es kann keine Schweißnähte herstellen, die enge Kurven haben.
Die obere und untere Elektrode ist als (schmale) Rolle (Kupfer oder Kupferlegierung) ausgeführt. Eine oder beide Rollen werden über einen Motor angetrieben und mit einer definierten Kraft aufeinandergedrückt. Zwischen die Rollen werden die beiden zu verbindenden Bleche eingeführt. Der Rollenantrieb bewegt die Bleche langsam weiter. Die Schweißsteuerung gibt Impulse oder Dauerstrom an die Rollen (Elektroden) ab. Durch diesen Vorgang bildet sich eine kontinuierliche oder teilweise unterbrochene (Roll-) naht aus. Prozessbeeinflussende Größen sind Vorschubgeschwindigkeit, Elektrodendruck, Stromstärke und Zeitraster.
Als spezielle Bauform gibt es Geräte, die nur eine Elektrodenrolle haben, diese werden zum Zusammenschweißen eines gebogenen Blechformteiles benötigt.